# معاون رئیس‌جمهور سوریه
معاون رئیس‌جمهور سوریه منصبی سیاسی در سوریه است. طبق متن قانون اساسی سوریه، هنگامی که منصب ریاست‌جمهوری این کشور خالی است، معاون رئیس‌جمهور مکان رئیس‌جمهور را به شکل موقت اشغال می‌کند. این منصب را چند شخص می‌تواند در یک زمان عهده‌دار شوند که توسط رئیس‌جمهور انتخاب می‌شوند.

## حزب‌های کلیدی معاونان رئیس‌جمهوری سوریه
| رنگ مشخص‌ساز حزب | رنگ مشخص‌ساز حزب                  |
| --------------- | -------------------------------- |
| —               | بدون رنگ مشخص.                   |
|                 | خیزش لیبرال عربی                 |
|                 | حزب ملی                          |
|                 | اتحاد ملی                        |
|                 | حزب سوسیالیستی عرب بعث (حزب بعث) |
|                 | حزب سوسیالیستی عرب بعث (حزب بعث) |

## معاون اول‌های رئیس‌جمهور
| جمهوری سوریه از تاریخ استقلال از قیمومت فرانسه (۱۹۴۶–۱۹۵۸) |       |                                         |                 |                 |                                           |           |             |
| ردیف                                                       | نگاره | نام (زاده–مرگ)                          | آغاز به کار     | پایان دوره      | حزب سیاسی                                 | حزب سیاسی | یادداشت(ها) |
| 1                                                          |       | مأمون الکزبری (۱۹۱۴–۱۹۹۸)               | ۲۵ فوریه ۱۹۵۲   | ۲۸ فوریه ۱۹۵۴   | خیزش لیبرال عربی                          |           | —           |
| جمهوریه متحده عربی (سوریه با مصر) (۱۹۵۸–۱۹۶۱)              |       |                                         |                 |                 |                                           |           |             |
| ردیف                                                       | نگاره | نام (زاده–مرگ)                          | آغاز به کار     | پایان دوره      | حزب سیاسی                                 | حزب سیاسی | یادداشت(ها) |
| 2                                                          |       | صبری العسلی (۱۹۰۳–۱۹۷۶)                 | ۷ مارس ۱۹۵۸     | ۷ اکتبر ۱۹۵۸    | حزب ملی                                   |           | —           |
| 2                                                          |       | اکرم حورانی (۱۹۱۲–۱۹۹۶)                 | ۷ مارس ۱۹۵۸     | ۱۹ سپتامبر ۱۹۶۰ | حزب عربی سوسیالیستی بعث (دورن مرزی سوریه) |           | —           |
| 2                                                          |       | عبداللطیف بغدادی (۱۹۱۷–۱۹۹۹)            | ۷ مارس ۱۹۵۸     | ۲۹ سپتامبر ۱۹۶۱ | اتحاد ملی                                 |           | —           |
| 2                                                          |       | عبدالحکیم عامر (۱۹۱۹–۱۹۶۷)              | ۷ مارس ۱۹۵۸     | ۲۹ سپتامبر ۱۹۶۱ | اتحاد ملی                                 |           | —           |
| 3                                                          |       | نورالدین کحاله (متولد ۱۹۱۰)             | ۲۰ سپتامبر ۱۹۶۰ | ۲۹ سپتامبر ۱۹۶۱ | اتحاد ملی                                 |           | —           |
| ۴                                                          |       | عبدالحمید السراج (متولد ۱۹۲۵)           | ۱۶ اوت ۱۹۶۱     | ۲۹ سپتامبر ۱۹۶۱ | اتحاد ملی                                 |           | —           |
| ۴                                                          |       | کامل‌الدین حسین (۱۹۲۱–۱۹۹۹)              | ۱۶ اوت ۱۹۶۱     | ۲۹ سپتامبر ۱۹۶۱ | اتحاد ملی                                 |           | —           |
| ۴                                                          |       | زکریا محی‌الدین (۱۹۱۸–۲۰۱۲)              | ۱۶ اوت ۱۹۶۱     | ۲۹ سپتامبر ۱۹۶۱ | اتحاد ملی                                 |           | —           |
| ۴                                                          |       | حسین الشافعی (۱۹۱۸–۲۰۰۵)                | ۱۶ اوت ۱۹۶۱     | ۲۹ سپتامبر ۱۹۶۱ | اتحاد ملی                                 |           | —           |
| جمهوری عربی سوریه (۱۹۶۱–تاکنون)                            |       |                                         |                 |                 |                                           |           |             |
| ردیف                                                       | نگاره | نام (زاده–مرگ)                          | آغاز به کار     | پایان دوره      | حزب سیاسی                                 | حزب سیاسی | یادداشت(ها) |
| ۵                                                          |       | محمد عمران (۱۹۲۲–۱۹۷۲)                  | ۸ مارس ۱۹۶۳     | ۱۵ دسامبر ۱۹۶۴  | حزب عربی سوسیالیستی بعث (دورن مرزی سوریه) |           | —           |
| ۶                                                          |       | نورالدین الاتاسی (۱۹۲۹–۱۹۹۲)            | ۱۵ دسامبر ۱۹۶۴  | ۲۸ دسامبر ۱۹۶۵  | حزب عربی سوسیالیستی بعث (دورن مرزی سوریه) |           | —           |
| ۷                                                          | —     | شبلی العیسمی (متولد ۱۹۲۵)               | ۲۸ دسامبر ۱۹۶۵  | ۲۳ فوریه ۱۹۶۶   | حزب عربی سوسیالیستی بعث (دورن مرزی سوریه) |           | —           |
| ۸                                                          | —     | محمود الایوبی (متولد ۱۹۳۲)              | ۲۲ فوریه ۱۹۷۱   | ۱۹۷۴س           | حزب بعث (دورن مرزی سوریه)                 |           | —           |
| ۹                                                          |       | رفعت اسد (متولد ۱۹۳۷)                   | ۱۱ مارس ۱۹۸۴    | ۸ فوریه ۱۹۹۸    | حزب بعث (دورن مرزی سوریه)                 |           | —           |
| ۹                                                          |       | عبدالحلیم خدام (سیاست‌مدار) (متولد ۱۹۳۲) | ۱۱ مارس ۱۹۸۴    | ۶ ژوئن ۲۰۰۵     | حزب بعث (دورن مرزی سوریه)                 |           | —           |
| ۹                                                          | —     | زهیر مشارقه (۱۹۳۸–۲۰۰۷)                 | ۱۱ مارس ۱۹۸۴    | ۲۱ فوریه ۲۰۰۶   | حزب بعث (دورن مرزی سوریه)                 |           | —           |
| ۱۰                                                         |       | فاروق الشرع (متولد ۱۹۳۸)                | ۲۱ فوریه ۲۰۰۶   | تاکنون          | حزب بعث (دورن مرزی سوریه)                 |           | —           |
| ۱۱                                                         |       | نجاح عطار (متولد ۱۹۳۳)                  | ۲۳ مارس ۲۰۰۶    | ۸ دسامبر ۲۰۲۴   | حزب بعث (دورن مرزی سوریه)                 |           | —           |